# Kapadvanj
Kapadvanj è una suddivisione dell'India, classificata come municipality, di 43.921 abitanti, situata nel distretto di Kheda, nello stato federato del Gujarat. In base al numero di abitanti la città rientra nella classe III (da 20.000 a 49.999 persone).

## Geografia fisica
La città è situata a 23° 1' 0 N e 73° 4' 0 E e ha un'altitudine di 68 m s.l.m..

## Società

### Evoluzione demografica
Al censimento del 2001 la popolazione di Kapadvanj assommava a 43.921 persone, delle quali 22.688 maschi e 21.233 femmine. I bambini di età inferiore o uguale ai sei anni assommavano a 5.153, dei quali 2.710 maschi e 2.443 femmine. Infine, coloro che erano in grado di saper almeno leggere e scrivere erano 32.188, dei quali 17.973 maschi e 14.215 femmine.